# Sara Curruchich
Sara Curruchich (San Juan Comalapa, 1993. július 25. –) guatemalai énekes, dalszerző.

## Pályafutása
maja származású énekesnő, emberjogi aktivista. A nők és az őslakók jogainak védelmében lép fel. Gitáron és marimbán egyaránt játszik. A 2015-ös Girl (Ch’uti’xtän) dalával vált ismertté.
Fiatalon kezdett énekelni és gitározni. A guatemalai Jesús María Alvarado zeneiskolában tanult.
2012-ben csatlakozott a Teclas en Armonía nevű női álló marimba együtteshez, és egy másik helyi együtteshez is. Első nyilvános fellépése egy német zenekar meghívására történt.
Olyan dalokat kezdett írni, amelyek a természet tiszteletéről és a maják múltjáról szólnak. Dalai spanyolul vagy az anyanyelvén szólalnak meg. Kiváltkép Guatemalában vált ismertté a „Ch'uti'xtän (Girl)” című balladája, ami 2015-ben több százezer megtekintést ért el a közösségi médián.
Kiadta a Ralk’wal Ulew (Children of the Earth) című dalt Pamela Yates dokumentum-videójával. A film és a dal bekerült Yates filmjébe, ami elmesélte az Otto Pérez Molina guatemalai elnökkel szembeni felkelést.
Színpadra lépett az énekes-dalszerzővel, Fernando Lópezzel, egy guatemalai maja rock együttessel, ami a maja nyelven énekel), továbbá a Drezdai Szimfonikusokkal is.

## Lemezek
- 2019: Somos by Sara Curruchich

Kislemezek
- 2020: La Siguanaba (En Directo)
- 2020: Todo Tiene Un Corazón (Cantemos En Casa)